# Bizzarrini
Bizzarrini S.p.A. fue un fabricante de automóviles italiano, fundado en la década de 1960 por el ex ingeniero de Alfa Romeo, Ferrari e Iso, Giotto Bizzarrini. La compañía construyó una pequeña cantidad de automóviles deportivos y de carreras altamente desarrollados y avanzados antes de su disolución en 1969. Entre sus modelos notables figuran el 5300 GT Strada y el P538S. 
Originalmente Prototipi Bizzarrini srl, el nombre fue cambiado a Bizzarrini SpA en 1966. La marca Bizzarrini ha sido revivida en varios prototipos de la década de 2000. 

## Giotto Bizzarrini

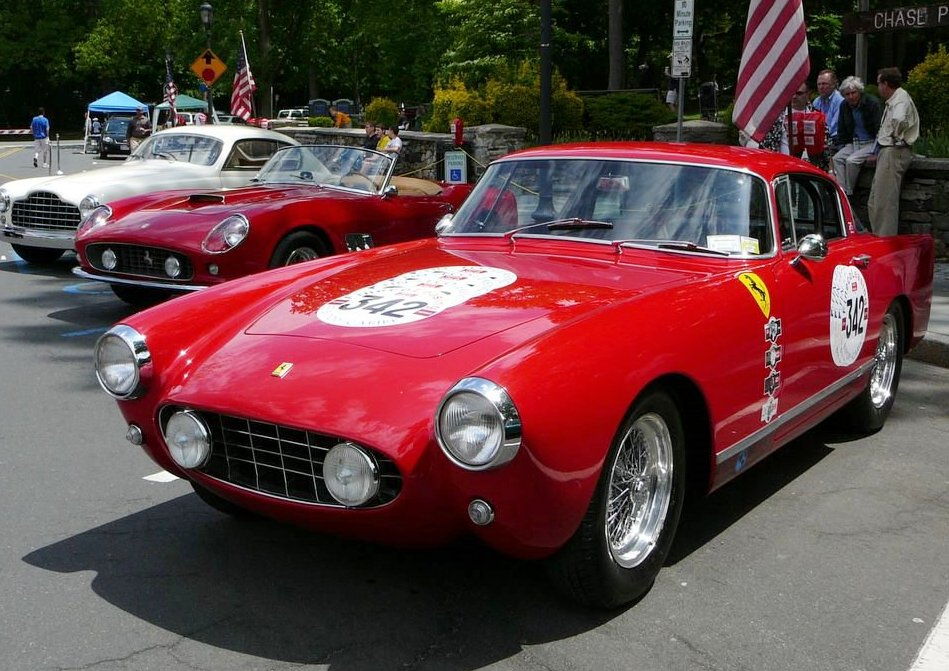
Ferrari GT Boano (1959)

Giotto Bizzarrini nació en Livorno, Italia en 1926. Su padre era un rico terrateniente que provenía de una familia con fuertes raíces en la Toscana y la ciudad de Livorno. 
Bizzarrini se graduó como ingeniero en la Universidad de Pisa en 1953. Trabajó para Alfa Romeo de 1954 a 1957, pasando a Ferrari en 1957, donde se convirtió en controlador del desarrollo de automóviles experimentales, deportivos y GT, interviniendo en realizaciones como el Ferrari 250 TR, el Ferrari 250 GT SWB (Short Wheelbase Berlinetta o Berlinetta Passo Corto) y el mítico Ferrari 250 GTO de 1962. 
Despedido por Ferrari durante la "revuelta del palacio" de 1961, se integró en Automobili Turismo e Sport (ATS), una empresa fundada por los ex ingenieros de Ferrari para construir un monoplaza de Fórmula 1 y un deportivo GT, el ATS Serenissima. 
Uno de los patrocinadores financieros de ATS, el Conde Giovanni Volpi, propietario de la Scuderia Serenissima, contrató a Bizzarrini para actualizar un Ferrari 250 GT SWB a las especificaciones del GTO, que pasaría a ser conocido como el Ferrari 250 GT SWB Drogo, o también "Breadvan". 
La empresa de ingeniería de Bizzarrini, Societa Autostar, recibió el encargo de diseñar un motor V-12 para un automóvil GT que sería construido por otro cliente insatisfecho de Ferrari, Ferruccio Lamborghini. Lamborghini consideró que el motor resultante era demasiado brioso, y ordenó que se moderasen sus prestaciones.

## Iso Rivolta

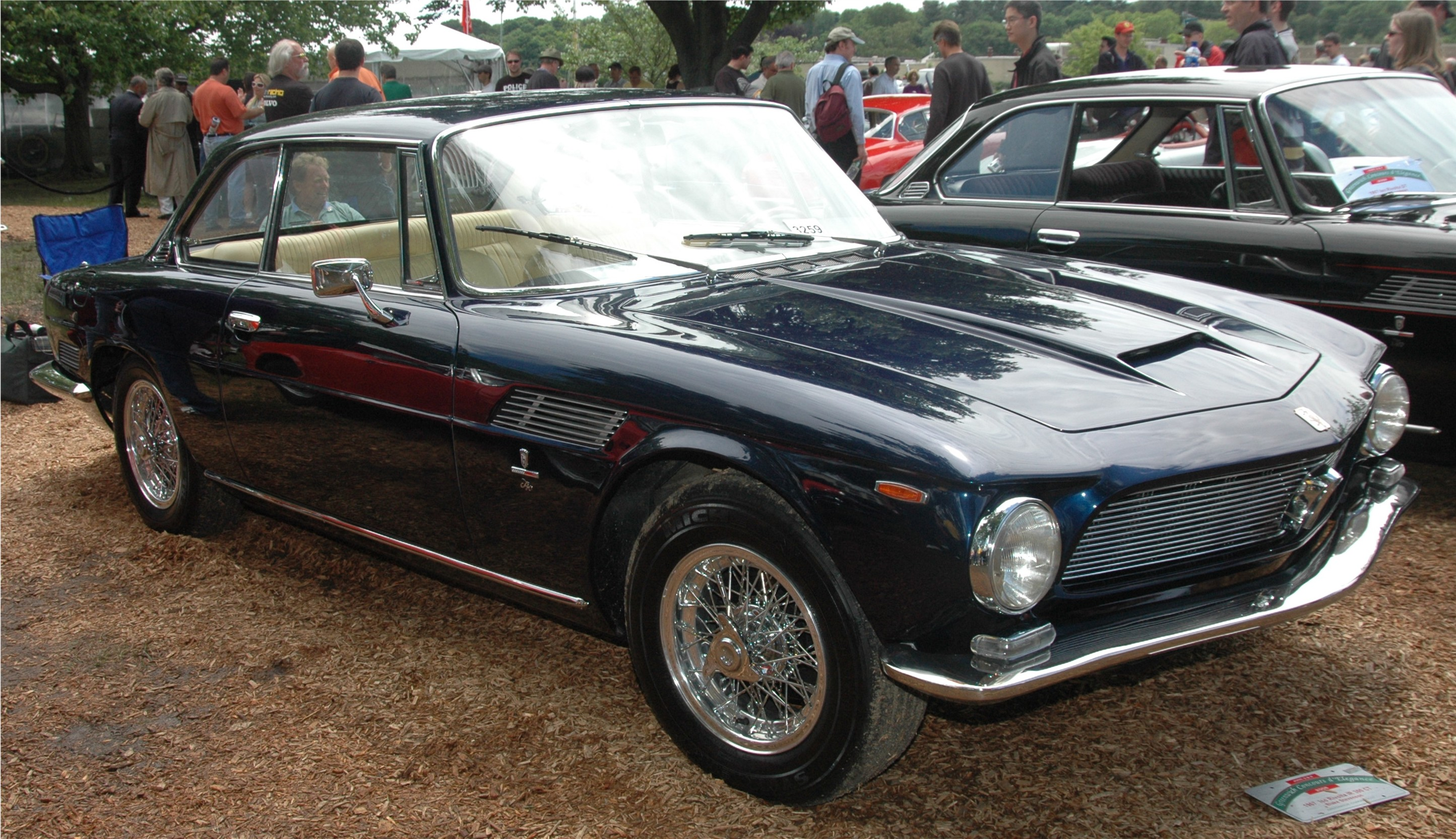
1967 Iso Rivolta IR 300 GT Cupé

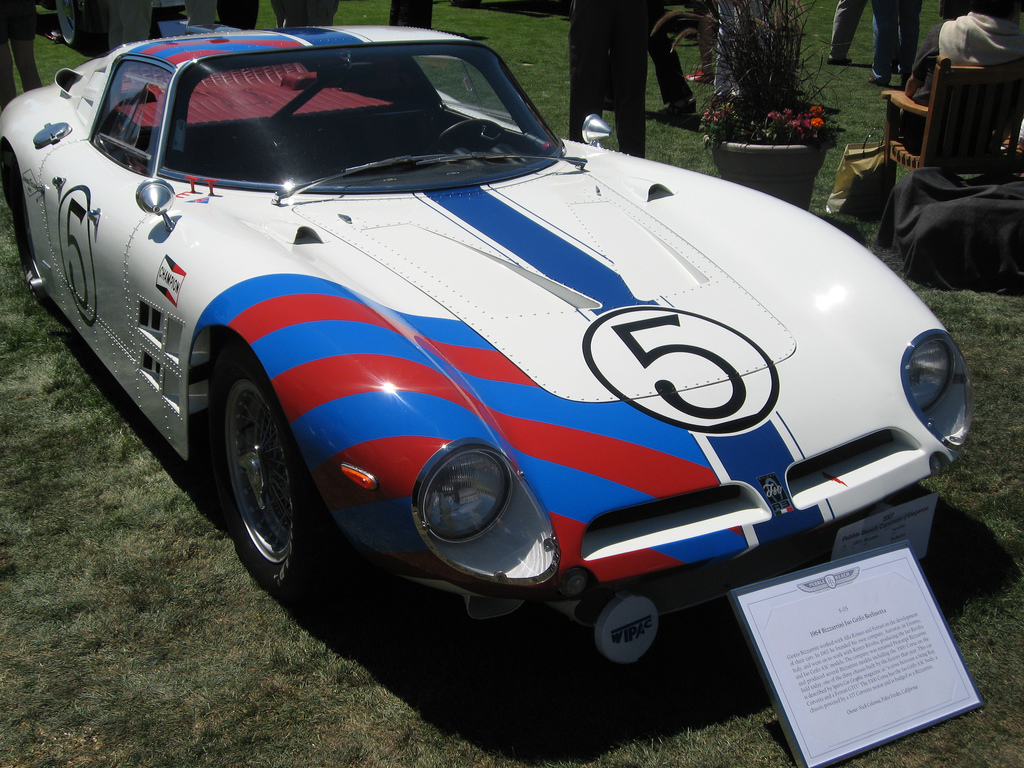
1964 Bizzarrini Iso Grifo Berlinetta 5300 Corsa (carrocería Grifo AC3 y motor Corvette de)

Bizzarrini trabajó desde 1964 para Iso Rivolta y desarrolló tres modelos: el Iso Rivolta GT, y el Iso Grifo en sus versiones A3L y A3C. Su trabajo consistió en diseñar un chasis de estructura de acero prensado para los automóviles Iso. Renzo Rivolta lo contrató como consultor del proyecto Iso Gordon GT, que se convirtió en el Iso Rivolta GT. El prototipo Iso Gordon GT se desarrolló a partir del Gordon-Keeble. El Gordon Keeble GT había sido diseñado en 1960 por Giorgetto Giugiaro. Bizzarrini probó el automóvil y quedó impresionado por el potente motor Corvette V8 y la suspensión trasera con eje De Dion utilizada:
 "Rivolta me hizo probar el prototipo. Me gustó su eje De Dion y especialmente el motor Corvette. Era la primera vez que conducía uno. Era superior a los motores de Ferrari, tenía la misma potencia, pero con una respuesta de aceleración más inmediata". 
El Iso Rivolta GT era un cuatro plazas diseñado por Giugiaro con una hermosa carrocería, velocidad, comodidad y de una conducción eficaz. Se convirtió en un automóvil de éxito para Iso, con 799 unidades vendidas. Impulsado por un motor Motor Chevrolet Corvette V8 de 327 pulg3 (5,36 L), incorporaba un diseño clásico de suspensión trasera De Dion y una carrocería monocasco de acero prensado sobre un chasis de estructura también de acero prensado. Presentado a la prensa en 1963, la producción continuó hasta 1970. 

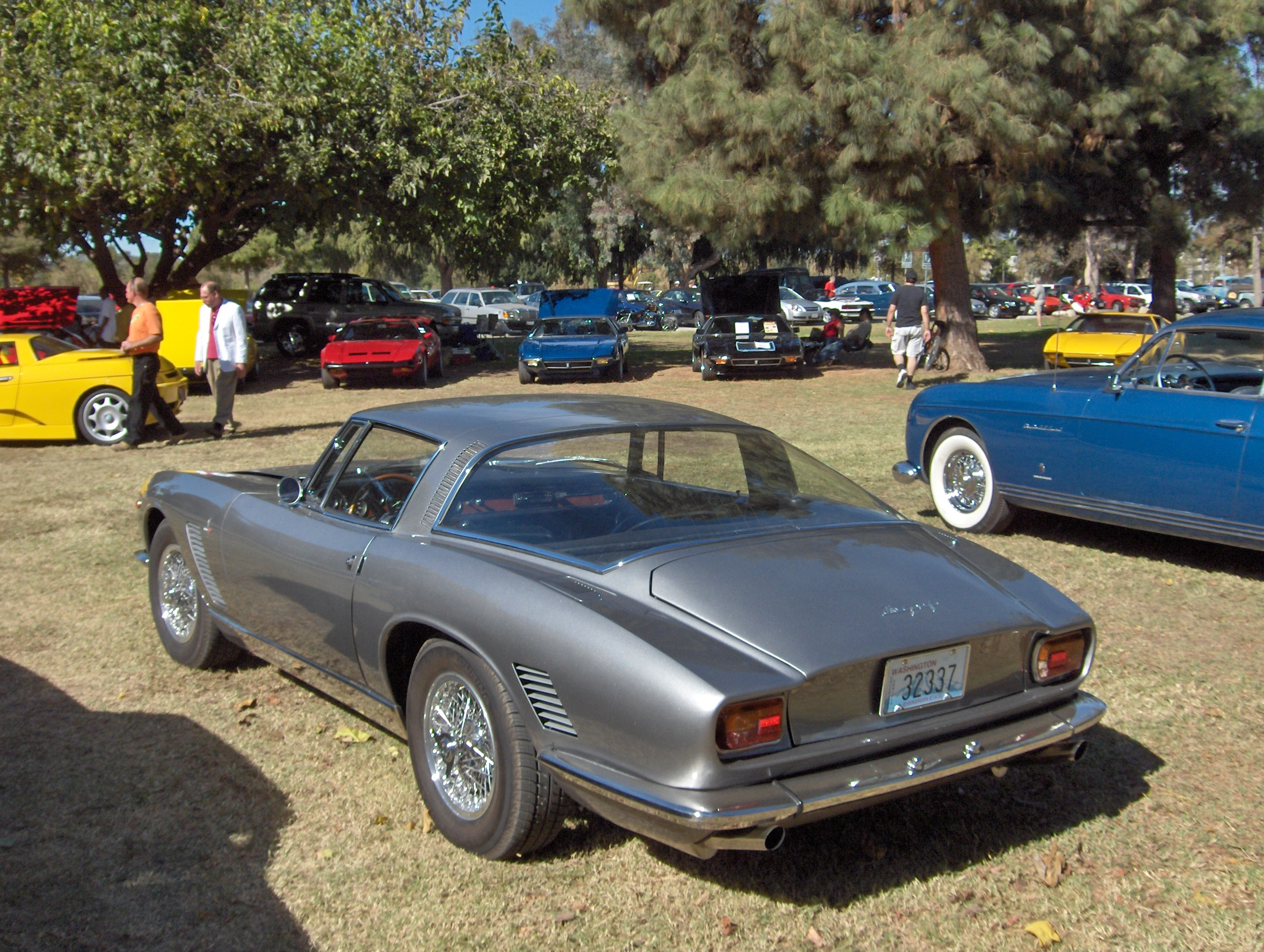
Iso Grifo Serie I (vista trasera)

### Iso Grifo
El Iso Grifo A3L partió de una idea desmesurada con el propósito de crear un super cupé. La L final de su denominación procede de la palabra italiana Lusso (lujo). El resultado del brillante trabajo conjunto de Giugiaro y Bizzarrini, se basó en un chasis Iso Rivolta GT acortado. Presentado en la feria de Turín de 1963, el Grifo personificó el estilo italiano de la década de 1960 con su hermosa carrocería baja y ancha, fabricada a mano. Se convirtió en el automóvil de serie más rápido probado por la revista Autocar en 1966, con una velocidad máxima de 160 millas por hora (257,5 km/h). Las versiones posteriores fueron impulsadas por un motor de bloque grande Chevrolet Corvette de 435 caballos (324 kW; 441 CV). Las 90 unidades construidas a mano se distinguen por el capó en forma de cuchara en relieve "estilo pagoda". Algunas de estas unidades del Iso Grifo 7 Litri se reconstruyeron más tarde con motores aún más grandes. 
La idea de Bizzarrini era utilizar los coches 3AL en pruebas de resistencia. Las versiones de competición del Grifo se denominaron Iso Grifo A3C, con la letra C indicando Competizione o Corsa (carrera). Piero Drogo diseñó y construyó una nueva carrocería ligera de aluminio remachado. Era una máquina de diseño agresivo, orientada a las carreras de resistencia. Utilizaba los soportes del Iso normales, pero el motor se desplazó más atrás en el bastidor del chasis que en el Grifo A3L, sobresaliendo en la cabina del conductor. Estaba equipado con un sistema de levas muy eficaces, y la alimentación estaba suministrada por cuatro grandes carburadores Weber, rindiendo más de 400 HP (298 kW; 406 CV). 
Alrededor de 29 coches deportivos A3C se fabricaron bajo el nombre Iso. En cinco de ellos se usó una carrocería de plástico/fibra de vidrio diseñada por Piero Drogo en la empresa Carrozzeria Sports Cars de Módena. Los A3C compitieron en numerosas pruebas. Algunos coches participaron en las 24 Horas de Le Mans de 1964 y 1965, los 1000 km de Nürburgring de 1965 y las 12 Horas de Sebring de 1965. Logró la victoria en su categoría de Le Mans en los dos años y una novena en la general en 1965 sin apoyo de fábrica. Los A3C fueron unos de los coches más rápidos en la recta de Mulsanne de Le Mans en ambos años.

## Bizzarrini SpA
Debido al complicado trato con Iso, Bizzarrini dejó la empresa en 1964 y fundó la Societa Prototipi Bizzarrini (Bizzarrini SpA), que produjo unos 140 coches hasta 1969 en su fábrica de Livorno. 

### Carreras
Giotto Bizzarrini fue un diseñador y constructor entusiasta de los coches de carreras. Probablemente una de las fuentes de desacuerdo entre Renzo Rivolta y Giotto Bizzarrini fue el deseo de Bizzarrini de construir coches de carreras frente al deseo de Renzo Rivolta de construir automóviles GT de alta calidad y turismos familiares. Decidieron separarse en 1964. 
Bizzarrini tuvo un éxito desigual en las carreras. Su peor momento posiblemente lo sufrió en las 12 Horas de Sebring disputadas el 27 de marzo de 1965, cuando los dos Iso/Bizzarrini sufrieron fuertes choques y quedaron prácticamente destruidos. 
El punto culminante llegó más tarde ese mismo año en las 24 Horas de Le Mans del 19 al 20 de junio de 1965, donde un Iso Grifo/Bizzarrini ganó la categoría de 5000 cc y fue noveno en la general. 
12 horas de Sebring de 1965
C. Rino Argento ayudó a Bizzarrini a preparar los coches de carreras durante esa terrible semana de junio de 1965 en Sebring. Escribió un relato detallado de esa semana, que se publicó originalmente en Griffon, la revista del Club de Propietarios de Coches Iso & Bizzarrini.
El coche No. 8, conducido por Silvio Moser, se salió de la pista debido a un fallo en los frenos y chocó contra un autobús Volkswagen. Nadie resultó herido, pero el coche quedó totalmente inutilizable. 
Más tarde, durante una tormenta de lluvia muy fuerte, el automóvil No. 9, conducido por Mike Gammino, planeó sobre el agua, chocó contra una pasarela peatonal y se partió en dos justo por detrás del puesto del conductor. Mike Gammino no se dio cuenta de lo cerca que estuvo de haber muerto hasta que salió del coche. 
El famoso constructor de autos de carreras de California Max Balchowsky también estuvo en Sebring ayudando al equipo Bizzarrini. Se llevó todas las piezas de los dos Iso/Bizzarrini a su taller en el sur de California con la intención de construir un Iso/Bizzarrini con las piezas de los dos coches siniestrados. Este coche de carreras Iso/Bizzarrini reconstruido nunca se ha vuelto a ver. 
Hubo un final morboso para la semana: un accidente de avión mató al seguidor de Iso y de Bizzarrini, Mitch Michelmore, y a su hijo mientras regresaban a California. Michelmore "tenía un concesionario Chevrolet en Reseda, California y había vendido bastantes Iso Rivoltas; estaba entusiasmado con estos coches y muy interesado en la versión de carreras (los Grifos) y estaba considerando seriamente venderlos en Estados Unidos", según C. Rino Argento. 
Argento resumió la semana: “¡Este fue el final de una semana terrible y el dolor fue insoportable para mí, el organizador de esta aventura! En gran parte debido a mi iniciativa y planificación, todas estas personas se habían congregado en Sebring para lo que se suponía que iba a ser una carrera divertida, interesante, exitosa y rentable, ¡y resultó ser un desastre humano y material!”.

### 5300 Strada
En 1966 Bizzarrini SpA. lanzó un impresionante Grifo A3C apto para circular por las calles como el Bizzarrini 5300 GT Strada (o Bizzarrini 5300 GT America, según el mercado). La forma de la carrocería y las partes mecánicas eran muy parecidas a las de los Iso A3C, lo que resultó en un cupé potente pero con una línea sensual de tan solo 43" de altura.

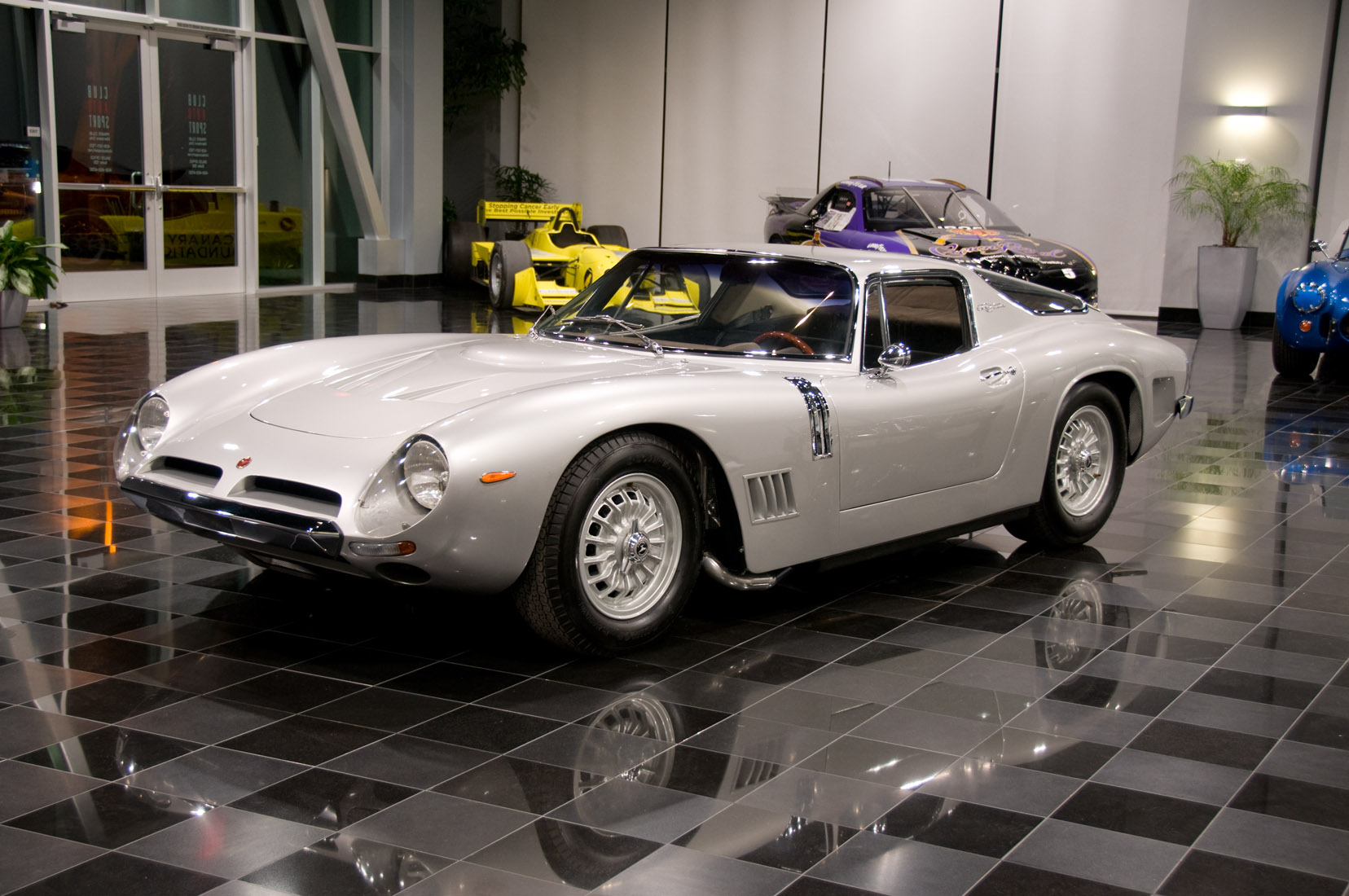
1966 Bizzarrini GT 5300 Chasis No. 0256

Al menos tres 5300 se produjeron en versiones spyder/targa, diseñadas por Style Italia. Todos se conservan actualmente, y son propiedad de la misma persona.

### 1900 GT Europa
Bizzarrini también gestionó un proyecto del 5300 GT reducido. Diseñado para GM-Opel, se basó en la plataforma del Opel 1900. La propuesta de Bizzarrini era más agresiva y atractiva en apariencia, como un pequeño 5300 GT. El Opel GT de serie estaba diseñado por estilistas de fábrica y era menos agresivo, pero aún hermoso. Bizzarrini decidió entonces construir el coche por su cuenta. Se completaron alrededor de 17 prototipos. El coche se denominó oficialmente Bizzarrini 1900 GT Europa. Uno de estos coches tiene una carrocería barchetta ("barquito"). Algunas unidades funcionan con motores de cuatro cilindros de 1,3 L y 1,6 L de General Motors, Alfa Romeo y Fiat. Incluso hay una versión de carreras altamente desarrollada con un sistema de inyección de combustible SPICA. 

### P538S

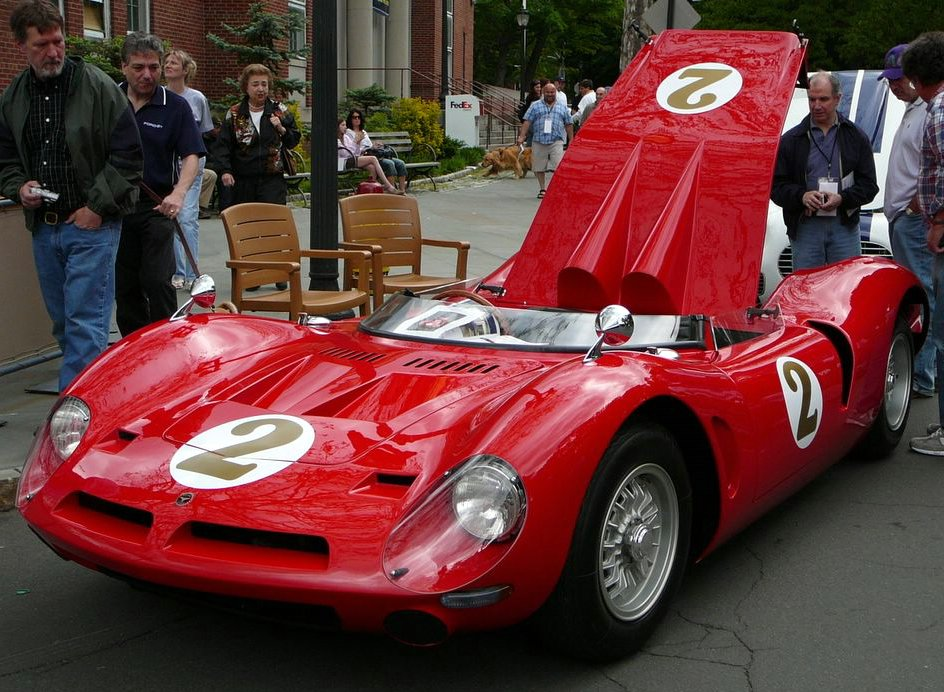
Bizzarrini P538 (1967)

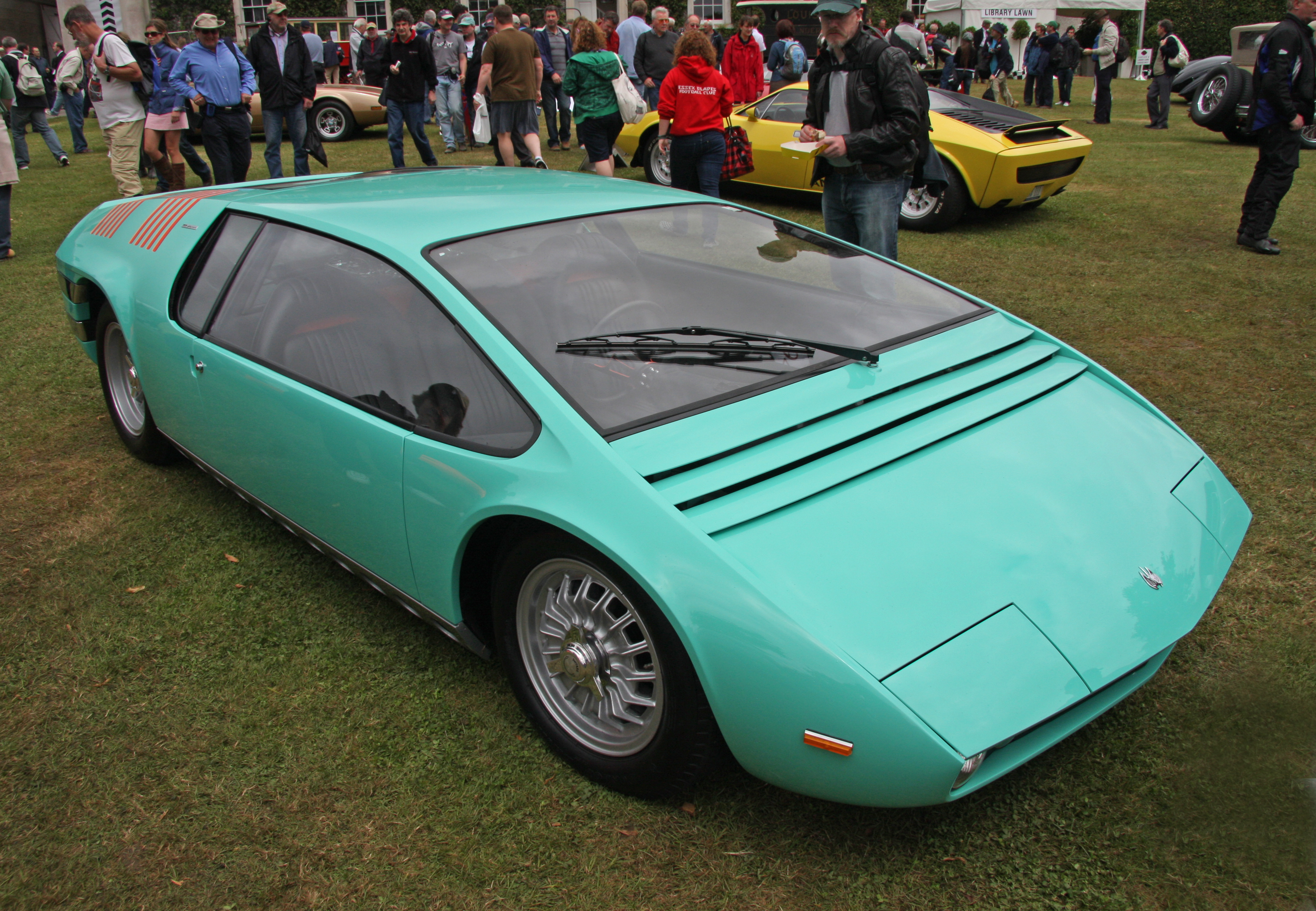
El Bizzarrini Manta, fabricado a medida

Las ideas avanzadas de Bizzarrini surgieron nuevamente con el magnífico Bizzarrini P538S, P de posteriore, 53 para el motor Corvette de 5300 cc, 8 para el motor V8 y S para Sportcar. El primer V-12 fue encargado por el corredor estadounidense Mike Gammino. 
Esta barchetta ultrabaja corrió en Le Mans de 1966 (aunque no llegó a la meta) e incluso se inscribió en 1967, pero no llegó a salir. En 1966, después de un trompo en la línea de salida, duró menos de media hora y se retiró debido a un fallo en un circuito de aceite. Durante el breve tiempo de carrera, el P538 se mostró como uno de los coches más rápidos en la recta de Mulsanne. 
En 1968, Giugiaro reconstruyó una de las carrocerías P538 como el famoso Bizzarrini Manta. Después de algunos años en Suecia, fue desmantelado para una extensa restauración. Más tarde apareció en varios eventos de coches clásicos. Se conserva en los Estados Unidos. 

## Actividad posterior

### AMX / 3

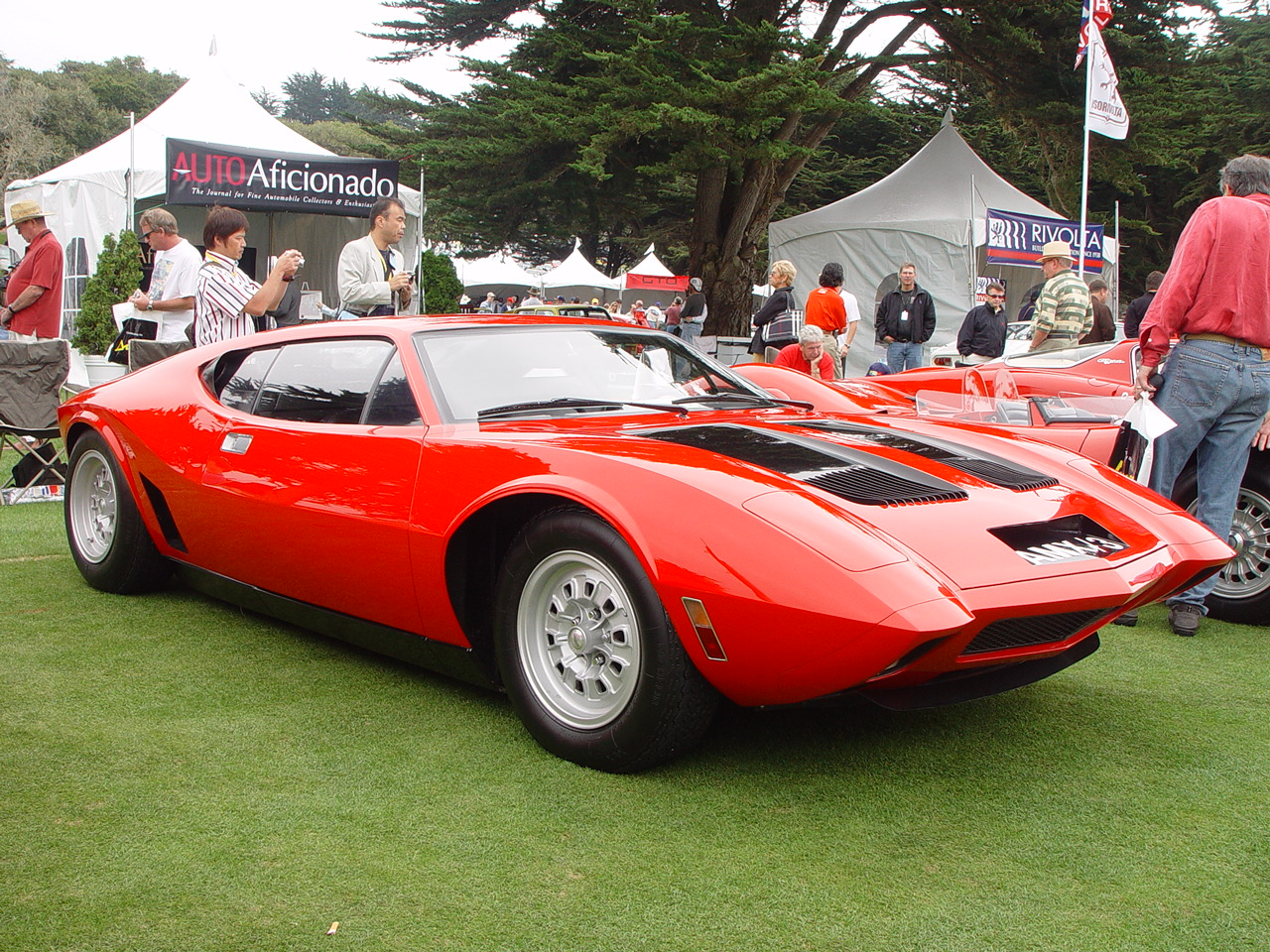
AMC AMX/3

Se sabe que se conservan siete coches AMX/3 completos y nueve chasis. Bizzarrini utilizó el octavo chasis AMX/3 para construir el Iso Varedo. El noveno chasis se utilizó para construir el AMX Spider. Esta fue la última evolución del chasis del P538 y del Bizzarrini 5300 GT. 

### P538S
Oficialmente, se construyeron originalmente tres o cuatro chasis, destinados a competir en los Estados Unidos (encargados por Mike Gammino) y Le Mans. Hoy en día, existen no menos de una docena (o más) de chasis, réplicas de las que se afirma que son los coches reales que compitieron en Le Mans. Al menos dos de las réplicas utilizan motores Lamborghini V12. Estos coches con motor V12 fueron realmente el sueño tan esperado de Bizzarrini, que por fin pudo ver combinados sus propios diseños de motor y de chasis. 

### BZ-2001
En 1990, Bizzarrini participó en el diseño de un modelo de superdeportivo único. Basado en los componentes del Ferrari Testarossa, Bizzarrini y su equipo diseñaron un coche magnífico. El Bizzarrini BZ-2001. El design es espirado al Bizzarrini 5300 GT Spyder pero el coche es también considerado come el verdadero sucesor del Bizzarrini P538. El automóvil fue el primero de una producción planificada, pero solo se completó esta unidad.
L’aceleration de la BZ-2001 (0-60 mph)era más rápida que la Ferrari F40.

### Picchio Barchetta
En 1989, un grupo de jóvenes amigos que vivían en Ascoli Piceno, con una fuerte pasión por el automovilismo, tuvieron la idea de establecer una empresa que construyera "copias" de los automóviles fabricados en el pasado por Giotto Bizzarrini. Durante su primer encuentro, el genio del motor toscano expresó una especie de animosidad hacia esta idea; se negó a apoyar el proyecto y al principio no quiso saber nada del grupo de amigos. Sin embargo, su motivación era tan fuerte que, tras una breve charla de aproximadamente media hora, presentaron una propuesta alternativa para construir un coche deportivo. El resultado fue el Picchio Barchetta, propulsado por motores BMW. Los coches corrieron con éxito en el Campeonato Italiano de Montaña y en el Campeonato de Deportivos Italiano. 

### Kjara

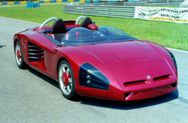
1998 Bizzarrini Kjara

El proyecto Kjara nació en 1998. La Scuderia Bizzarrini construyó esta barchetta deportiva en estrecha colaboración con Leone Martellucci de la Universidad La Sapienza de Roma. El coche está propulsado por un sistema de propulsión híbrido paralelo con un motor Lancia Turbo Diésel de 2,5 litros y un accionamiento eléctrico de CA de 40 kilovatios (54 HP). Se mostró en el Salón del Automóvil de Turín en el año 2000. 

## Bizzarrini hoy
El Sr. Bizzarrini todavía está ocupado con proyectos personales y conferencias. 
En la feria de Ginebra de 2005, el nuevo propietario de la marca Bizzarrini mostró el nuevo Concepto GT Strada 4,1, un GT de dos puertas con un motor de 550 HP (410 kW; 558 CV) y 4,1 litros, capaz de alcanzar una velocidad máxima de 360 km/h (223,7 mph) y de pasar de 0-100 km/h en 3,8 segundos. Su producción había sido prevista para 2007. 
Desde 2008, Giotto Bizzarrini ha estado trabajando en Livorno, construyendo réplicas del P538 para clientes estadounidenses. 
Hoy, todavía está muy ocupado, enseñando y colaborando con la Universidad de Roma desarrollando proyectos avanzados; diseñando y construyendo sus propios coches deportivos. A menudo decía: "No soy un diseñador de automóviles, soy un trabajador". 
El 23 de octubre de 2012, con motivo de la inauguración del nuevo Campus de Diseño de la Universidad de Florencia en Calenzano, el profesor Giotto Bizzarrini recibió el título Honoris Causa en Diseño Industrial.

## Prototipos
- Bizzarrini Livorno p538 Barchetta (2008)
- Bizzarrini Veleno (2012)